# Mini Electric

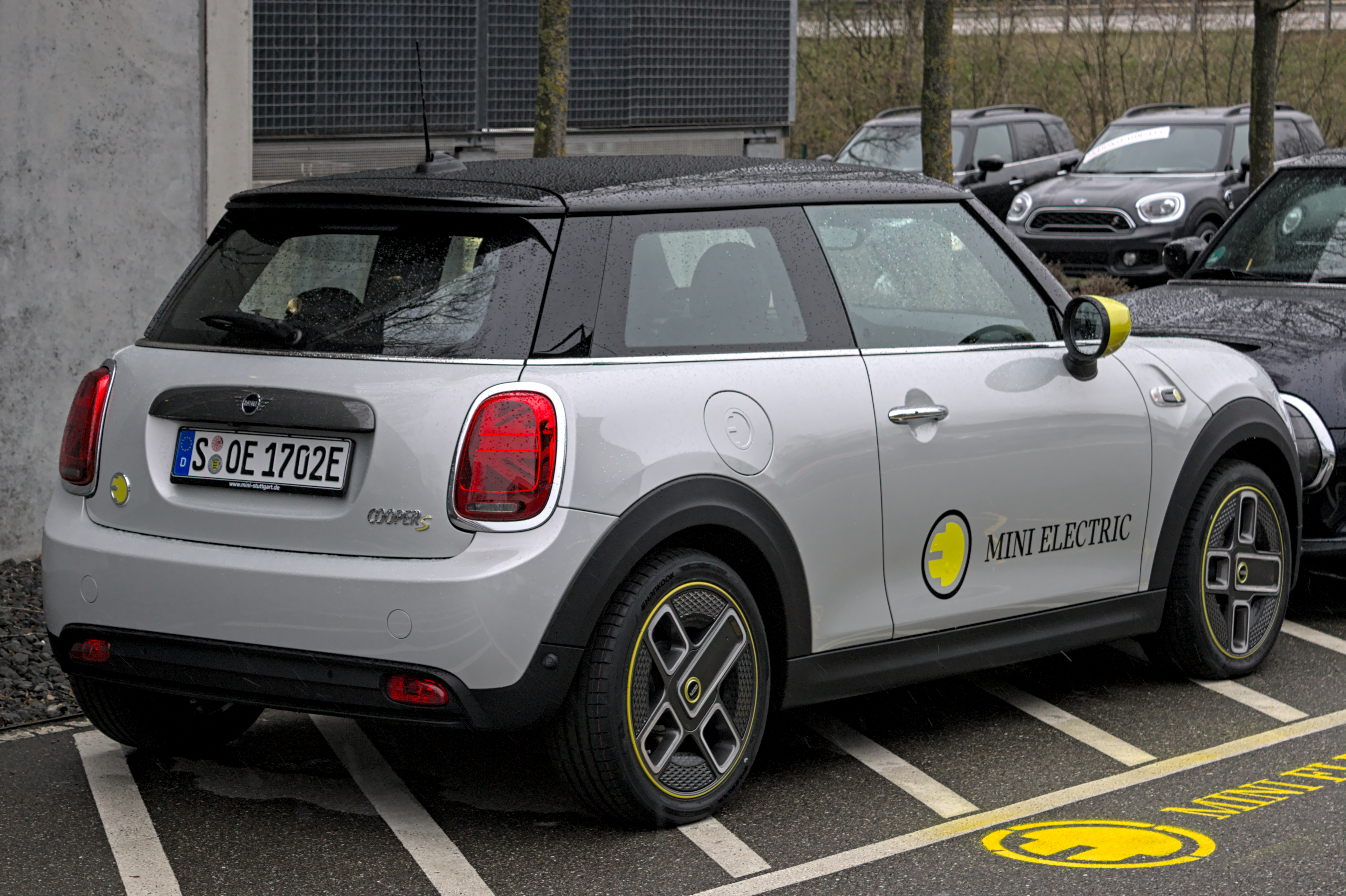

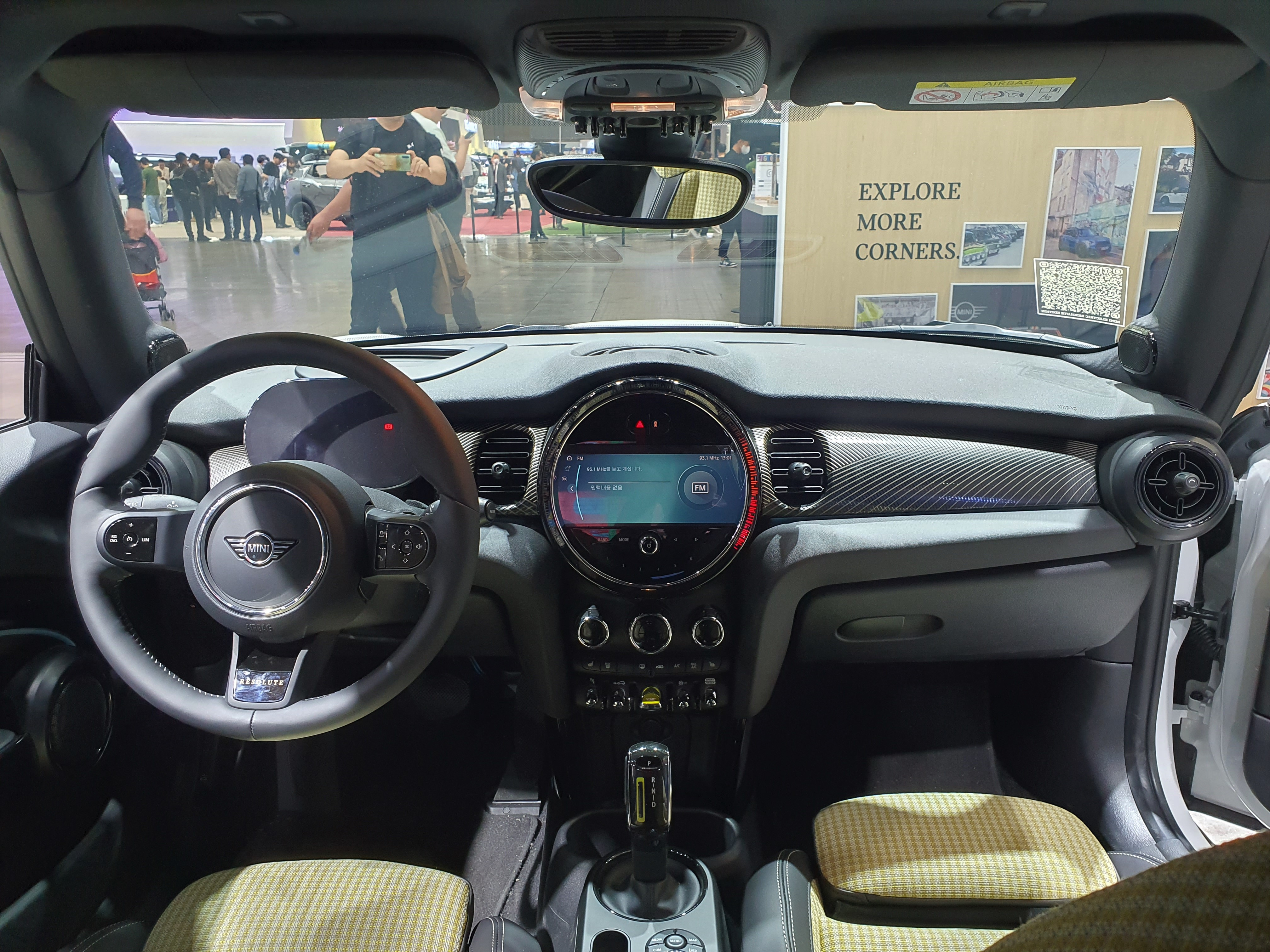

MINI Cooper SE  — повністю електричний автомобіль Mini від компанії BMW, випущений у 2020 році. Привід використовує технологію, розроблену для попереднього BMW i3. Він має електродвигун потужністю 184 к. с. та акумулятор на 32,6 кВт·год, що складається з дванадцяти пакетів літій-іонних елементів, розташованих у формі Т між передніми сидіннями та нижче задніх сидінь. На одній зарядці автомобіль здатний проїхати 235—270 км, з 36-хвилинним часом зарядки акумулятора до 80 % місткості.
Mini Cooper SE був представлений як концепт Mini Electric Concept на IAA у Франкфурті 2017 року.
Mini Cooper SE не слід плутати з Mini E 2010 року, який був автомобілем, що виготовлявся обмеженим тиражем і використовувався як технологічна та ринкова випробувальна платформа.
Mini Cooper SE має чотири обробки(модифікації) авто: Essential, Класична Обробка, Mini Yours, Mini Electric.